# Музей проголошення незалежності (Джакарта)
Музей проголошення незалежності (англ. Museum of the Declaration of Independence) — музей історії в Джакарті, Індонезія. Був відкритий 24 листопада 1992 року.
Саме в цьому будинку було сформульовано Проголошення про незалежність Індонезії.

## Історія
Будинок було побудовано в 1920 році по проекту Дж. Ф. Л. Бланкенберга. Це двоповерховий будинок площею 1,138 кв. м., оформлений в арт-деко стилі, який розміщується на ділянці площею понад 3,914 кв.м. В 1931 році будинок було куплено страховою компанією Дживасрая.
У час Другої світової війни будинок використовувався Британським Генеральним Консульством. В період окупації Японії будинок став резиденцією контр-адмірала Тадаши Маеди до прибуття Союзників в Індонезію у вересні 1945 року, коли будинок було повернуто британцям. Будинок орендувався Посольством Англії з 1961 року по 1981 рік, коли будинок було передано Індонезійському Департаменту освіти і культури 28 грудня 1981 року.
В 1982 році будинок було перетворено у державну бібліотеку, а потім в офісний будинок.

## Музей
У зв'язку з тією роллю, яку зіграв будинок у розробці тексту проголошення незалежності в 1945 році, будинок було направлено на перетворення в музей в 1984 році тодішнім Міністром освіти і культури Нугрохо Нотосусанто. Урочисте відкриття Музею проголошення незалежності відбулося 24 листопада 1992 року.

## Колекція
Музей був розділений на чотири секції, які містили предмети, пов'язані з розробкою тексту проголошення. Більша частина меблів є копіями, тому що будинок змінив своїх власників декілька разів. Музей експонує воскові скульптури історичних діячів, а також фотографії та записи.